# 桑 (楢型駆逐艦)
|                  | |
| 艦歴             | |
| 計画             | 1917年度 |
| 起工             | 1917年11月5日 |
| 進水             | 1918年2月24日 |
| 就役             | 1918年3月31日 |
| 除籍             | 1933年9月1日 |
| その後           | 除籍後、横須賀海軍航空隊の練習標的として夏島沖に係留 1936年8月15日横須賀港外で台風により漏水沈没 1937年4月1日解体訓令                  |
| 解体             | 1938年1月10日 |
| 性能諸元（計画） | |
| 排水量           | 基準：770トン 常備：850トン |
| 全長             | 全長：290 ft 0 in (88.39 m) 垂線間長：275 ft 0 in (83.82 m)                                                                            |
| 全幅             | 25 ft 4 in (7.72 m) |
| 吃水             | 7 ft 10 in (2.39 m) |
| 機関             | 推進：2軸 x 730rpm 主機：ブラウン・カーチス式単式直結タービン 2基 出力：17,500馬力 ボイラー：ロ号艦本式缶 重油専焼2基、石炭重油混焼2基 |
| 速力             | 31.5ノット |
| 燃料             | 重油212トン、石炭98トン |
| 航続距離         | 3,000カイリ / 14ノット |
| 乗員             | 竣工時定員 112名 |
| 兵装             | 45口径三年式12cm単装砲3門 三年式機砲(6.5mm機銃) 2挺 45cm3連装魚雷発射管2基6門                                                          |
| 搭載艇           | 4隻 |

桑（くわ）は、大日本帝国海軍の駆逐艦で、楢型駆逐艦の2番艦である。同名艦に松型駆逐艦の「桑」があるため、こちらは「桑 (初代)」や「桑I」などと表記される。

## 艦歴
1917年（大正6年）11月5日、呉海軍工廠で起工。1918年（大正7年）2月23日午前9時32分進水。同年3月31日竣工。
1933年（昭和8年）9月1日除籍。その後、横須賀海軍航空隊の練習標的として夏島沖に係留。1936年（昭和11年）8月15日、横須賀港外で台風により漏水沈没。1938年（昭和13年）1月10日に解体。

## 艦長
※『日本海軍史』第9巻・第10巻の「将官履歴」及び『官報』に基づく。
艤装員長
- 岩城茂身 少佐：1917年12月1日[7] - 1918年3月9日[8]
- （兼）岩城茂身 少佐：1918年3月9日[8] -

駆逐艦長
- 岩城茂身 少佐：1918年3月9日[8] - 12月1日[9]
- 石井先知 少佐：1918年12月1日[9] - 1921年2月10日[10]
- 浅井次郎 少佐：1921年2月10日[10] - 1921年11月20日[11]
- （心得）柳原信男 大尉：1921年11月20日[11] - 12月1日[12]
- 柳原信男 少佐：1921年12月1日[12] - 1922年2月1日[13]
- 藤堂功 少佐：1922年2月1日[13] - 1923年12月1日
- 横山茂 少佐：1923年12月1日[14] - 1925年5月20日[15]
- 河瀬四郎 少佐：1925年5月20日 - 12月1日
- 高橋一松 少佐：1925年12月1日 - 1927年11月15日
- 成田忠良 少佐：1927年11月15日[16] - 1929年11月30日[17]
- 佐藤俊美 少佐：1929年11月30日 - 1930年12月1日
- （兼）牟田口格郎 少佐：1930年12月1日 - 1931年10月31日
- （兼）平山武俊 大尉：1931年10月31日[18] - 12月1日[19]
- （兼）曽木与吉 大尉：1931年12月1日[19] - 1932年2月5日[20]
- （兼）宮崎定栄 大尉：1932年2月5日[20] - 1932年4月1日[21]